# България Он Еър
България Он Еър (на английски: Bulgaria ON AIR, букв. „България в ефир“) е българска медийна група, основана на 5 септември 2011 г.
Групата е на дружеството „Инвестор.БГ АД“, част от „Холдинг Варна“ и включва телевизионен канал (стартирал на мястото на телевизия „MSAT“), радиостанция (на мястото на „Алфа Радио“), онлайн портали, както и списания. Телевизионният канал излъчва актуални предавания, новинарски и бизнес емисии, документални и игрални филми и други. Телевизията е с бизнес и икономическа насоченост до 21 септември 2015, когато променя профила си на общ-политематичен такъв.
На 19 октомври 2015 г. групата, в партньорство с Bloomberg, стартира нов бизнес и икономически канал – Bloomberg TV Bulgaria.

## История

### Мустанг ТВ/МSAT
През 1994 стартира регионален канал за град Варна – Мустанг ТВ, а през 1999 след качването си на сателит е преименуван на MSAT. През 2000 г. започва национално излъчване чрез сателит за територията на България. Програмата на MSAT започва да се излъчва и ефирно във Варна на 48-и канал на мястото на тогавашната телевизия RDTV, която през 2003 г. е преименувана на „Варна ТВ“ През 2009 г. каналът се премества в София, от където започва изграждане на националната си мрежа. През март 2010 г. телевизията започва ефирно излъчване в 15 града в България. Във Варна е заменена като регионален канал от Черно море ТВ. В края на 2010 г. започва подготовка за ребрандирането на канала като бизнес медията „Bulgaria ON AIR“, която стартира официално на 5 септември 2011 г. На 21 септември 2015 г. телевизията се ребрандира като политематичен национален канал, след като стартира нов бизнес такъв в партньорство с групата на Bloomberg – Bloomberg TV Bulgaria.

### Алфа радио
На 22 март 1996 година в град Варна стартира радио станцията на телевизия МСАТ – Алфа Радио. В началото програмата е предимно информационна, с новини на 20 минути. В следващите години в станцията се налага съвременната музика. Още от началото на съществуването си, Алфа радио излъчва и чрез предаватели в градовете Добрич и Шумен. На 17 март 2007 г. Алфа Радио започна излъчване и в град София, след като закупува честотата на столичното Радио Да. След проведени през първата половина на 2007 г. конкурси, Алфа Радио печели лицензи за радиоразпръскване в градовете Габрово, Ловеч, Монтана и Ямбол. От 2 октомври 2007 г. Алфа радио – София се излъчва от сателит. На 27 май 2008 г. радиото открива своята трета програма с УКВ излъчване в градовете Габрово и Монтана, от 24 март 2009 г. тази програма се излъчва в Ловеч, а от 6 юли 2009 г. и в град Самоков (на честотата на бившето местно Радио Dance FM). Същата година е закупено от България Ер. На 7 април 2010 г. Алфа Радио започна излъчване на 89 FM в Айтос. На 9 септември 2011 г. е ребрандирано на първото българско изцяло новинарско радио – „Bulgaria ON AIR“ Марката на Алфа радио обаче остава и то продължава да се излъчва в интернет, като през 2012 подновява излъчване в Ботевград и Силистра, а по-късно и в Пазарджик, Перник, Гоце Делчев и Търговище. В края на 2014 г. повечето честоти на Алфа Радио отново са прехвърлени на Bulgaria On Air, а радиото продължава да излъчва само онлайн до края на март 2020 г.

## Ефирна предавателна мрежа
От 1 март 2013 г. започва да се излъчва и цифрово ефирно за цялата страна чрез мултиплекс MUX 1, във формат 16:9 SD, MPEG 4. От април 2015 MUX 1 е изключен, а програмата се прехвърля на MUX 2. През 2024 г. ефирното излъчване е прекратено.

## Предавания
- Новините ON AIR
- Спортът ON AIR
- Времето ON AIR
- Денят ON AIR
- Историите ON AIR
- Медиите ON AIR
- Резултат ON AIR
- Директно
- България сутрин
- Бизнес класа
- Брюксел 1
- Money.bg
- Опорни хора
- Фокус: Образование
- Мултимедия
- Операция „История“
- Около Светско
- Умно село
- Клик
- Колела
- Алтернативите
- Авиошоу
- Завърналите се с Петя Кертикова
- Boec.bg
- Видимо и невидимо
- Характери
- Хроники на независимостта
- Необичайните заподозрени
- Темида
- Полиграф
- Гол
- Бокс офис
- Боен клуб
- Днес
- Днес в събота
- Днес в неделя
- Десет
- Фамилно
- Q&A
- Boom&Bust
- Клуб Инвестор
- Провокативно
- Чарт
- Супердоктор
- С черпак в куфара
- Време за времето
- InvestOr
- На твое място
- StressTest
- 5 минути книги